# Mączniak prawdziwy kasztanowca

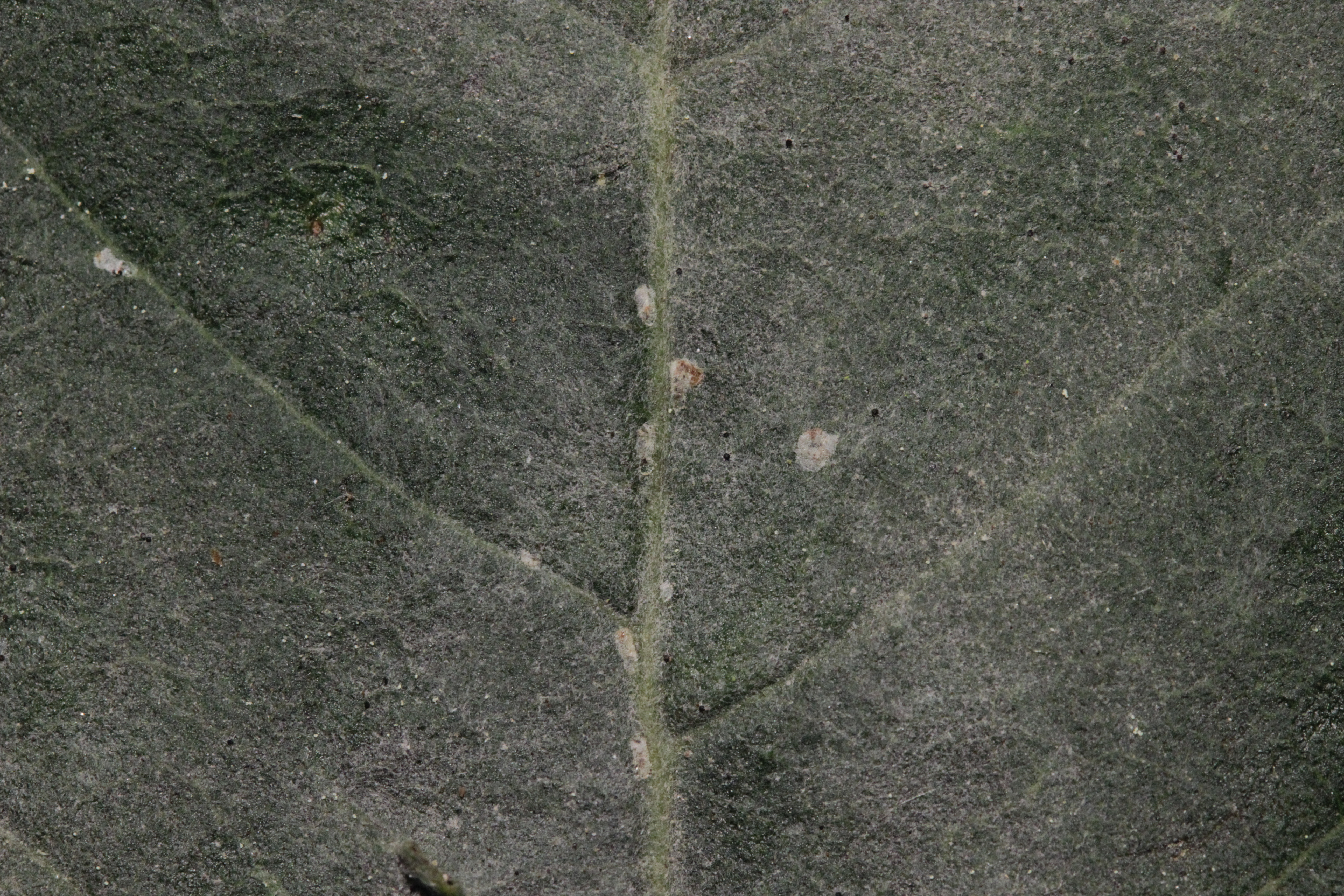
Nalot i pojedyncze klejstotecja na górnej stronie liścia

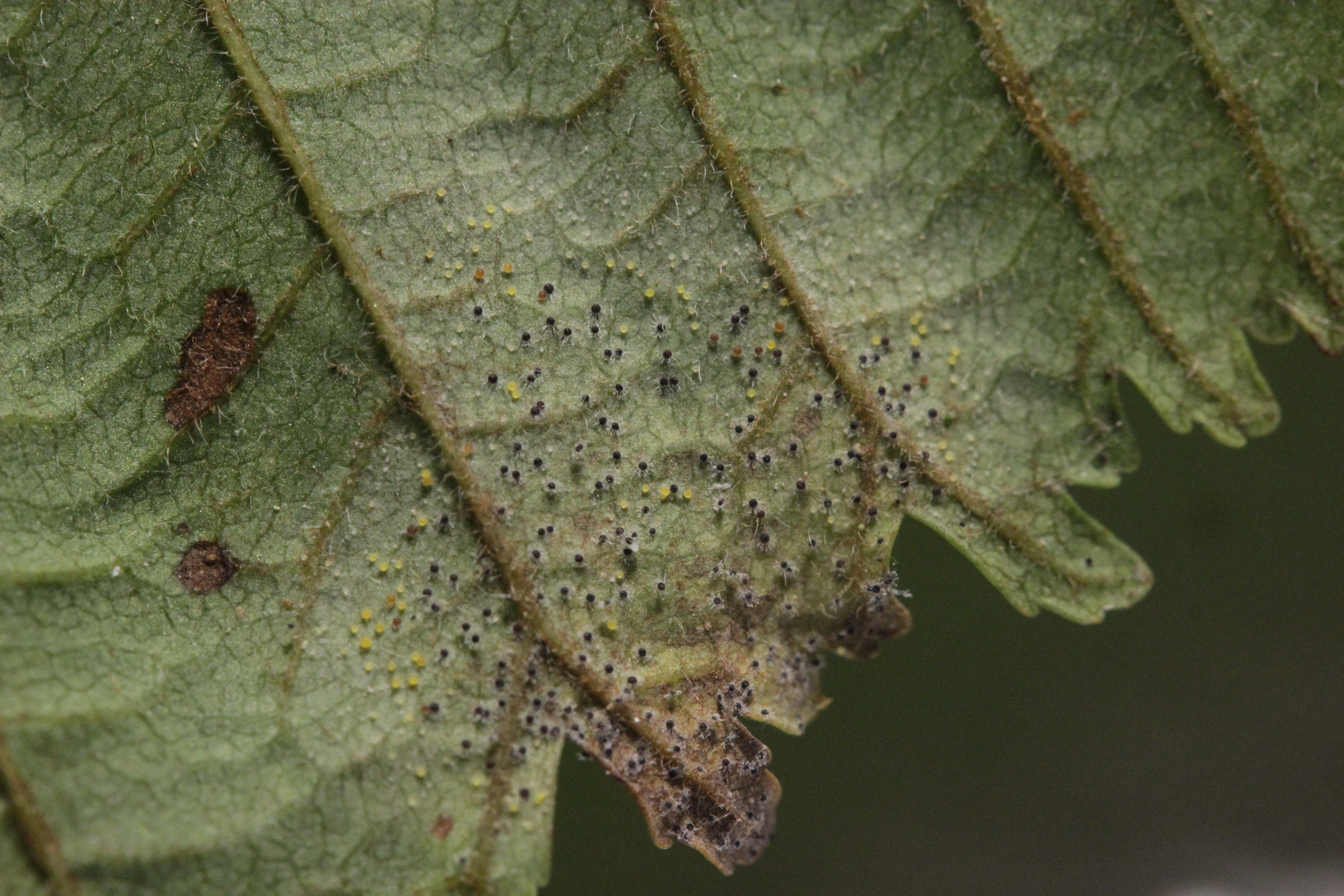
Klejstotecja na dolnej stronie liścia

Mączniak prawdziwy kasztanowca (ang. powdery mildew of horse chestnut) – wywołana przez Erysiphe flexuosa  grzybowa choroba kasztanowców (Aesculus). Zaliczana jest do grupy chorób zwanych mączniakami prawdziwymi.

## Występowanie i szkodliwość
Po raz pierwszy chorobę opisano w Ameryce Północnej. Wywołujący ją patogen przybył do Europy w 1987 r. Choroba pojawiła się najpierw w Niemczech i szybko rozprzestrzeniła się w Szwajcarii (2000), Anglii (2002), Słowacji (2002), Słowenii (2004) i na Węgrzech (2004). Obecnie występuje w większości krajów europejskich. W Polsce po raz pierwszy zaobserwowano ją w Szczecinie i w okolicach Krakowa w 2002 r.
Bardzo groźnym, od niedawna występującym szkodnikiem kasztanowców jest szrotówek kasztanowcowiaczek. Porażenie drzew przez Erysiphe flexuosa stanowi dodatkowe, poważne zagrożenie dla ich przetrwania.

## Objawy
Pierwsze objawy pojawiają się na liściach zwykle pod koniec maja w postaci pajęczynowatego nalotu. Początkowo jest on bardzo delikatny i może być przeoczony, ale choroba szybko się rozwija, nalot staje się coraz bardziej gęsty na obydwu stronach liści. Pod koniec lipca powstają owocniki typu klejstotecjum, najpierw na dolnej stronie liści, potem także na górnej. Na silnie porażonych liściach oprócz klejstotecjów powstają także czarne, nekrotyczne plamki. Pod koniec sezonu wegetacyjnego nalot jest tak obfity, że liście stają się szare, zwijają się ku dołowi, żółkną, potem brązowieją i obumierają. Czasami nalot powstaje także na ogonkach liściowych i niezdrewniałych pędach.

## Epidemiologia
Już w sierpniu w dojrzewających klejstotecjach powstają bazydiospory. Większość zgnije wraz z liśćmi, ale te, które na suchych liściach przetrwają zimę, będą na wiosnę stanowić źródło infekcji pierwotnej. Źródłem takiej infekcji są także zarodniki konidialne powstające na liściach z zainfekowanych przez grzybnię pąków, oraz konidia przynoszone przez wiatr z cieplejszych rejonów Europy. Szybkość z jaką E. flexuosa rozprzestrzeniła się w Europie wskazuje, że obecny klimat sprzyja jej rozwojowi i umożliwia przetrwanie zimy.

## Ochrona
Jak dotąd nie opracowano skutecznej metody zwalczania tej choroby. Wygrabywanie i niszczenie liści z grzybnią i klejstotecjami patogenu zmniejsza jego inokulum, ale skuteczność tego zabiegu jest ograniczona. Ochrona chemiczna w przypadku mączniaków prawdziwych jest skuteczna tylko w początkowych etapach rozwoju choroby, a w przypadku dużych drzew ozdobnych zupełnie niewskazana. Największa nadzieja w wyhodowaniu odmian odpornych na tę chorobę.